# Josiah Daniel
Josiah Daniel (* 24. Oktober 2000 in Edison, New Jersey) ist ein deutsch-US-amerikanischer Fußballspieler.

## Karriere
Daniel stammt aus der Nachwuchsabteilung des Freiburger FC. Als Jugendspieler debütierte er im November 2018 gegen 1. FC Rielasingen-Arlen. 2019 wechselte Daniel zum FC Naters. Nach zwei Saisons bei den Oberwallisern unterschrieb Daniel einen Vertrag beim FC Wil, für ein Jahr bis 2022. Sein Debüt bei den Äbtestädtern feierte er am 25. Juli 2021 beim Auswärtsspiel gegen Winterthur. Er wurde in der 83. Minute eingewechselt. Im Februar 2022 wechselte er zum FC Rapperswil-Jona. 2023 wechselte er zum FC Bosporus. Im Frühjahr heuerte er beim liechtensteinischen 1. Liga Club USV Eschen-Mauren an.